# Le Sang du dragon
Le Sang du dragon est une série de bande dessinée créée par Jean-Luc Istin (scénario) et Guy Michel (dessinateur) éditée en album depuis 2005 par les éditions Soleil Productions.
Stéphane Créty a succédé à Michel au dessin à partir du cinquième volume en 2011. Les couleurs sont réalisées par Sandrine Cordurié pour les sept premiers volumes,  puis Digikore Studios à compter du huitième.
Cette série est toujours en cours.

## Description

### Résumé
Sous les ordres du capitaine Meriadec, lui et son équipage se lancent à la recherche du fabuleux trésor de Mell-Talec, mais on découvrira plus tard ce trésor n'est pas la véritable intention du capitaine. D'autre éléments viennent s'ajouter à l'intrigue comme le Comte de Cagliostro qui le traque sans relâche ainsi que le passé d'Hannibal.

### Personnages
- Hannibal Mériadec, capitaine pirate du Mac Lir (son navire)

Son équipage compte de nombreux hommes comme :
- Mr Thorn, le second
- Samuel, homme de confiance du capitaine
- Mac Law, homme de confiance du capitaine
- Mr Puck, le quartier maître
- Le Comte Cagliostro, l'un des méchants de l'histoire
- Dame Elween, une jeune elfe, la compagne d'Hannibal
- Lilith, la fille d'Hannibal
- des sirènes, des fées, des druides, des morts-vivants…

## Publication en albums
- Le Sang du dragon, Soleil, coll. « Soleil Celtic » :

1. Au-delà des brumes, 2005  (ISBN 2-84565-987-3)[1].
2. La Pierre de Gaëldenn, 2006  (ISBN 2-84946-542-9).
3. Au nom du père, 2007  (ISBN 978-2-84946-867-8).
4. L’Enchanteur Iweret, 2009  (ISBN 978-2-302-00725-3).
5. Ce bon vieux Louis, 2011  (ISBN 978-2-302-01780-1).
6. Vengeance, 2012  (ISBN 978-2-302-02262-1).
7. L'Homme au masque de fer, 2013  (ISBN 978-2-302-03068-8)[2].
8. Une promesse est une dette, 2014  (ISBN 978-2-302-04208-7).
9. Au nom de... Satan !, 2015  (ISBN 978-2-302-04349-7).
10. Lilith, 2016  (ISBN 978-2-302-04796-9)[3].
11. Tu es ma chair, 2016  (ISBN 978-2-302-05412-7)[4].
12. Une autre voie, 2018  (ISBN 978-2-302-07100-1).

- Le Sang du Dragon : Intégrale, Soleil :

1. Le Sang du Dragon, coll. « La Preuve par 3 », 2007  (ISBN 978-2-84946-908-8).
2. Intégrale Tomes 4 à 6, coll. « Soleil Celtic », 2013  (ISBN 978-2-302-02521-9).
3. Intégrale Tomes 7 à 9, coll. « Soleil Celtic », 2016  (ISBN 978-2-302-05231-4).

### Lien web
- « Le Sang du dragon », sur bedetheque.com.